# Erich-Klibansky-Platz

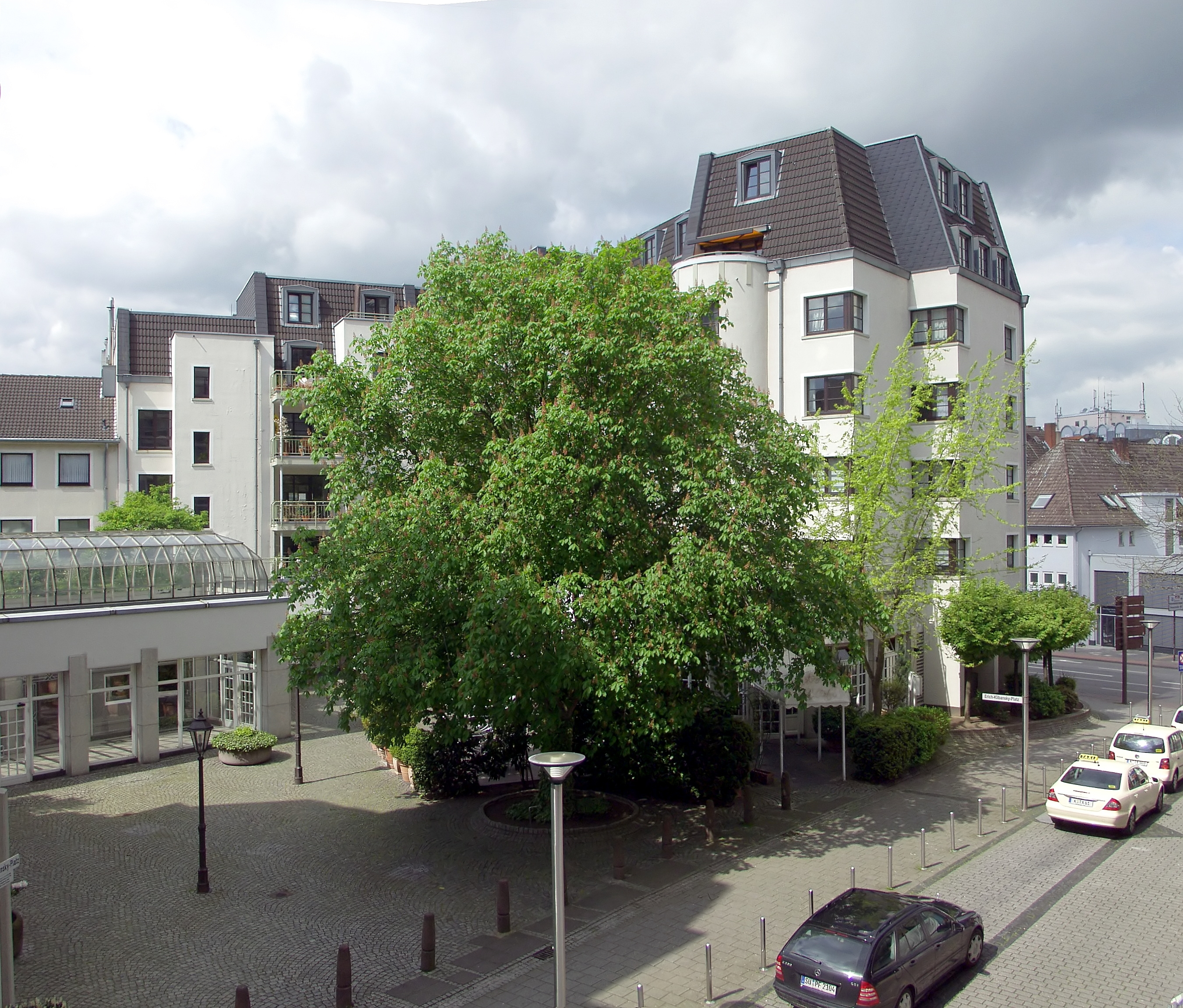
Erich-Klibansky-Platz

Der Erich-Klibansky-Platz im Kölner Stadtteil Altstadt-Nord, an der Helenenstraße gelegen, trägt den Namen Erich Klibanskys, des ehemaligen und zugleich letzten Direktors des jüdischen Reformrealgymnasiums (Jawne). Er erhielt seinen Namen im Jahr 1990.

## Lage
Der Bereich der Platzfläche ist gering, sie entstand aufgrund der durch den letzten Krieg gegebenen städtebaulichen Veränderungen. Der Platz liegt, nur Fußgängern vorbehalten, am westlichen Ende der Helenenstraße, zwischen der St.-Apern-Straße und der Albertusstraße, gegenüber dem Haupteingang des Tagungshotels Pullman. Es ist das Areal des früher mit mehreren Schulgebäuden und einer Synagoge bebauten Grundstückes der jüdischen Gemeinde Adass Jeschurun.

## Vorgeschichte des Platzes
Die St.-Apern-Straße war schon in der Mitte des 19. Jahrhunderts ein „gediegenes“, von wohlhabenden Bürgern geschätztes Wohn- und Geschäftsviertel. Hier dominierten Antiquitätengeschäfte, in denen von meist jüdischen Inhabern Schmuck oder kostbares Mobiliar feilgeboten wurde. Diese Anwohner errichteten 1884 ein Gotteshaus, es entstand die Synagoge der orthodoxen Gemeinde Adass Jeschurun. Ihr angegliedert errichtete man im gleichen Jahr ein Lehrerseminar. Zeitgleich mit der jüdischen Volksschule, der Morijah wurde 1907–1909 auf dem Nachbargrundstück an der St.-Apern-Straße durch Carl Moritz der Sitz des Landkreises Köln erbaut (heutige Kreishausgalerie). Um 1919 errichtete die Gemeinde das ebenfalls private, nur durch die Gemeinde unterhaltene Reformrealgymnasium „Jawne“ in der St.-Apern-Straße. Das Innere der Synagoge wurde im November 1938 zerstört, die Schulgebäude wurden 1942 geschlossen. Alle Gebäude waren am Ende des Krieges vernichtet.

### Löwenbrunnen

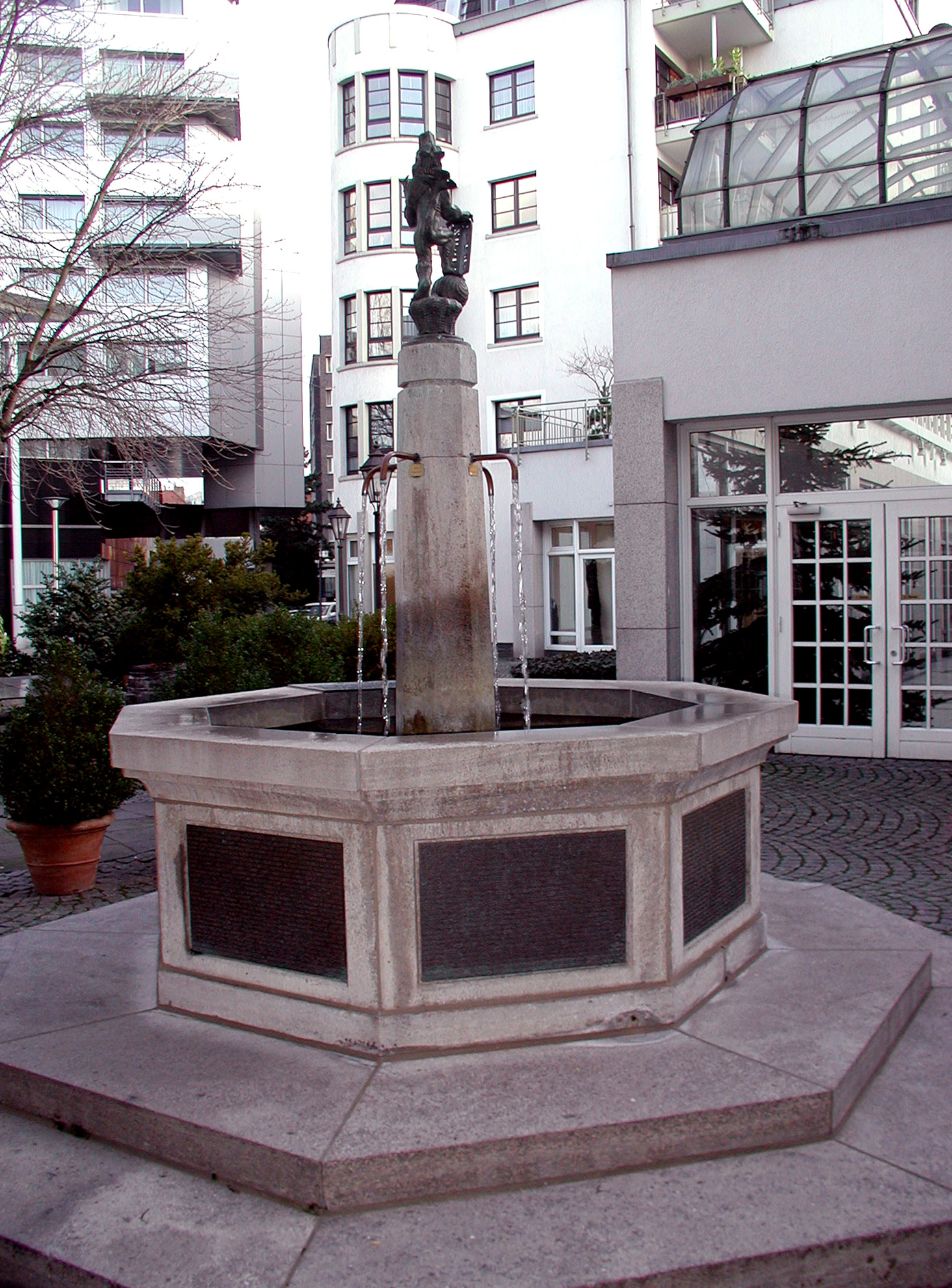
Löwenbrunnen auf dem Erich-Klibansky-Platz

Ein symbolhaft mit dem „Löwen von Juda“, einem Gur Aryeh (hebräisch für junger Löwe), geschmückter Brunnen auf diesem Platz erinnert an 1100 ermordete jüdische Kölner Kinder, deren Namen auf den das Brunnenbecken einfassenden Bronzeplatten verzeichnet sind. Der 1997 als Mahnmal aufgestellte Brunnen erinnert aber auch an Erich Klibansky, der 130 der ihm anvertrauten Schüler retten konnte, indem er für sie 1938 die Flucht nach Großbritannien organisierte. Eins dieser damals entkommenen Kinder, Hermann Gurfinkel, schuf den Löwenbrunnen.
Im Juli 2020 verunreinigten Aktivisten der „Animal Rebellion Köln“ das Brunnenwasser mit roter Farbe, was wegen des Charakters des Brunnens als Gedenkort zu scharfer Kritik jüdischer Verbände und der Kölner Synagogen-Gemeinde führte. Später baten die Aktivisten um Entschuldigung. Man bedaure, dass hier der jüdischen Kultur unbeabsichtigt Unrecht getan worden sei.

### Wechselnde Ausstellungen

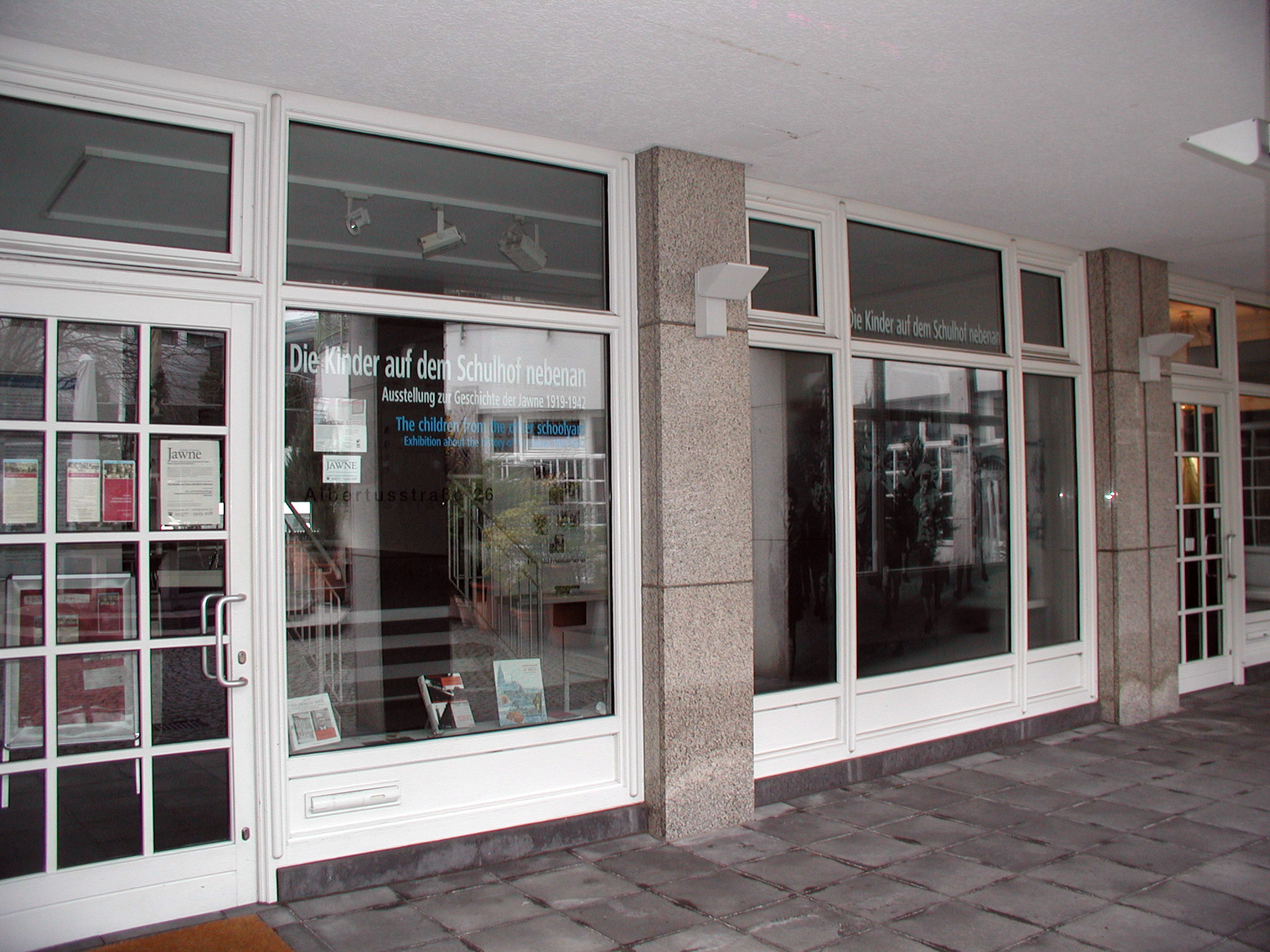
Eingang zur Ausstellung

Ab den 1980er Jahren wurde in jahrelanger Recherche durch die Eheleute Dieter und Irene Corbach, die sich für die Auseinandersetzung mit der NS-Geschichte in Köln einsetzten, umfangreiches Material gesichtet und gesichert. Auf der Grundlage dieser Sammlung, die nach dem Tod Dieter Corbachs an das NS-Dokumentationszentrum der Stadt Köln ging, fand eine erste Ausstellung, Die Jawne zu Köln, statt. Irene Corbach führte nach dem Tod ihres Mannes als Synodalbeauftragte für das christlich-jüdische Gespräch im rechtsrheinischen Kirchenkreis die Arbeit fort. Auch pflegte sie weiterhin den Kontakt zu Jawne-Schülern in aller Welt.
Auch eine Ausstellung im Jahr 2007 nahm mit ihrem Motto „Die Kinder auf dem Schulhof nebenan“ Bezug auf die ehemaligen Baulichkeiten der jüdisch-orthodoxen Gemeinde Adass Jeschurun an der St.-Apern-Straße 29–31. Mit Unterstützung des Kölner NS-Dokumentationszentrums (EL-DE-Haus), von dem historische Fotos und Dokumente aus der Sammlung Corbach (ab 2006) zur Verfügung gestellt wurden, hoffte man, dass vor allem jugendlichen Besuchern durch die authentischen Illustrationen und die zu einem Großteil übersetzten Texte der Alltag an einer jüdischen Schule in den 1920er/1930er Jahren nachvollziehbar werde.